# Heinrich Rönner Gruppe
Die Heinrich Rönner Gruppe mit Sitz in Bremerhaven ist eine Unternehmensgruppe mit Schwerpunkten im Schiff- und Stahlbau. Die rechtlich selbständigen und durch die Rönner Verwaltungsgesellschaft mbH verbundenen Unternehmen agieren außerdem im Yachtbau, Brückenbau, Holz- und Metallbau, Kranbau, Stahlwasser-, Hafen- und Schleusenbau sowie der Industrieanlagenbau. Daneben werden Ingenieurleistungen, Transportlogistik, Reedereigeschäft und Aktivitäten in der Offshore-Windenergie angeboten. Außerdem gehört die Lieferung von Industriebedarf und Berufsbekleidung zur Unternehmensgruppe.

## Geschichte
Die Gruppe entwickelte sich aus einem kleinen Unternehmen, das von Heinrich Rönner gegründet wurde. Er hatte sich 1982 in einer Garage mit fünf Leuten selbständig gemacht. Es kamen kleine Unternehmen vorwiegend aus dem Stahl- und Schiffbau dazu, die sich in Schwierigkeiten befanden und Hilfe brauchten. Durch die Wiedervereinigung ergaben sich im maritimen Sektor weitere Gelegenheiten zur Unternehmensübernahme bzw. -beteiligung. Mehrere Unternehmen, wie z. B. die RSW Roßlauer Schiffswerft, die von der Heinrich-Rönner-Gruppe im Osten Deutschlands übernommen wurde, hatten finanzielle Probleme oder waren schon insolvent. Sie wurden erfolgreich saniert und in die Gruppe integriert. Heute erwirtschaften diese Betriebe ihre Investitionen wieder selbst.
Einige der Bauwerke, die in der Unternehmensgruppe entstanden sind, prägen das Bild der Seestadt Bremerhaven. Von der BIS (Bremerhavener Gesellschaft für Investitionsförderung und Stadtentwicklung) und der Weser-Elbe-Sparkasse wurde der Unternehmenspreis 2013 an die Rönner-Gruppe vergeben und im Rahmen eines offiziellen Festaktes überreicht.
Der Weser-Kurier bezeichnete die Familie Rönner sowie ihre Geschäftspartner, die Familie Petram, als Personen, „die seit Jahren vor allem in Bremerhaven die Werftenszene maßgeblich prägen“.
Nach erfolgtem Generationenwechsel wird die Gruppe heute von den Söhnen des Unternehmensgründers, Thorsten, Marcus und Heinrich Rönner, geleitet.
Im Juli 2019 wurde publik, dass die Rönner-Gruppe die kompletten schiffbaulichen Aktivitäten der Petram-Gruppe in Bremerhaven (Bredo und German Dry Docks) erwirbt. Seit Dezember 2020 wurde die Rönner-Gruppe als möglicher Interessent für eine Übernahme der insolventen Lloyd Werft Bremerhaven genannt, nachdem deren Mutterkonzern Genting Hong Kong infolge der Corona-Maßnahmen in finanzielle Schwierigkeiten geraten war.  Im November 2021 übernahm die Rönner-Gruppe die Stahlbauabteilung der insolventen Nobiskrug-Werft. Im März 2022 erhielt ein Konsortium aus der Rönner-Gruppe und der Bremer Zech Group den Zuschlag zur Übernahme der Lloyd-Werft. Gleichzeitig wurde die nicht insolvente Besitzgesellschaft Lloyd Investitions- und Verwaltungsgesellschaft mbH übernommen.
Im Januar 2025 wurde bekannt, dass die Heinrich Rönner Gruppe die seit Dezember 2024 insolvente Flensburger Schiffbau-Gesellschaft (FSG) von Lars Windhorst übernimmt.

## Unternehmen der Rönner-Gruppe
Die Rönner-Gruppe besteht aus mehreren selbständig und eigenverantwortlich arbeitenden Unternehmen an diversen Standorten in Deutschland. Insgesamt arbeiten ungefähr 2000 Beschäftigte, davon rund 200 Auszubildende, in der Unternehmensgruppe. Der überwiegende Anteil der Rönner-Firmen mit rund 500 Arbeitsplätzen befinden sich in der Freien Hansestadt Bremen und gehören in Bremerhaven und Umgebung zu den wichtigen Arbeitgebern dieser Region.
Werftbetriebe für Schiffsneubauten oder -reparaturen befinden sich in Bremerhaven (Bredo Dry Docks mit mehreren Standorten, Stahlbau Nord sowie 50%-Beteiligung an der Lloyd-Werft), Bremen-Nord (Brenn- und Verformtechnik Bremen), Cuxhaven (ehemalige Mützelfeldt-Werft), Tangermünde, Dessau-Roßlau und Genthin.
Zu der Unternehmensgruppe gehören oder gehörten:
- Arthur Friedrichs Industriebedarf GmbH, Bremerhaven
- Bredo Dry Docks GmbH, Bremerhaven
- BVT Bremen GmbH & Co. KG, Gesellschaft im Dezember 2016 gelöscht und im Januar 2021 fortgesetzt[12], Bremerhaven
- BVT Chartering und Logistics GmbH, Bremerhaven
- EnPro Engineering- und Produktionsgesellschaft mbH, Bremerhaven
- FSG Shipyard GmbH (ehemals Flensburger Schiffbau-Gesellschaft mbH), Flensburg
- GDD German Dry Docks AG, Bremerhaven, inzwischen Teil der Bredo Dry Docks
- German Ship Repair GmbH
- HRB Heinrich Rönner Boizenburg GmbH, Bremen, zum 18. Dezember 2015 Nachfolger der BVT Brenn- und Verformtechnik GmbH[13], Bremen und Bremerhaven (dort entstand auch die Alexander von Humboldt II)
- Lloyd Werft Bremerhaven
- M&H Metall- und Holzbau Andreas Carstens GmbH & Co. KG, Bremerhaven
- NK Stahlwasserbau GmbH & Co. KG, Büdelsdorf
- MFW Mützelfeldtwerft GmbH & Co. KG, Cuxhaven, inzwischen Teil der Bredo Dry Docks
- Pitzner Industrieservice GmbH & Co. KG, Bremerhaven
- RHR Reederei Heinrich Rönner GmbH, Bremerhaven
- RSW Roßlauer Schiffswerft GmbH & Co. KG, Dessau-Roßlau
- Rupertus-Strako GmbH, Bremerhaven
- SET Schiffbau- u. Entwicklungsgesellschaft Tangermünde mbH, Tangermünde
- SBD Stahlbau Dessau GmbH & Co. KG, seit dem 1. Januar 2017 vereinigt mit RSW[14], Dessau-Roßlau
- SBN Stahlbau Nord GmbH, Bremerhaven
- TSU GmbH, Bremerhaven
- USM Unterweser Stahl- und Maschinenbau GmbH, Bremerhaven
- USM-Nord Unterweser Schiff- und Maschinenbau GmbH, Bremerhaven
- V + S Vertrieb und Service GmbH, Bremerhaven

## Bei der Rönner-Gruppe gefertigte Schiffsneubauten (Auswahl)
- Alexander von Humboldt II, BVT Brenn- und Verformtechnik Bremen, 2011
- Mehrere Fregatten der Baureihe MEKO A200 für die ägyptische Marine, Stahlbau Nord GmbH, ab 2021
- Mehrere Hybridfähren für Hamburgs Fährflotte, SET Schiffbau- u. Entwicklungsgesellschaft mbH, 2023